# Louis Pio
Louis Albert Francois Pio (født 14. december 1841 i Roskilde, død 27. juni 1894 i Chicago) var en dansk socialistisk pioner, der grundlagde den organiserede arbejderbevægelse i Danmark. Pio stiftede sammen med Harald Brix og Paul Geleff Den Internationale Arbejderforening for Danmark i 1871, som senere blev til Socialdemokratiet. Han var far til Sylvia Pio.

## Barndom og opvækst
Louis Pio blev født den 14. december 1841 i Roskilde. Hans far var af fransk ophav og officer i den danske hær, og hans mor kom fra en borgerlig familie i Nordjylland. Pio voksede op i fattigdom, og hans forældre blev skilt da han var tolv år. Efter en studentereksamen i 1859 gjorde han tjeneste ved militæret, underviste på Borgerdydskolen, og arbejdede ved postvæsenet som funktionær. Ved postvæsenet tegnede Pio de karakteristiske røde postkasser som stadig benyttes i dag.

## Socialistisk engagement
Louis Pio fik interesse for socialismen gennem historiske studier. Han blev meget optaget af Pariserkommunen, hvor han fandt genklang for sine tanker, og han udgav allerede i 1871 to pjecer med titlen "Socialistiske Blade". Han fik samtidig kontakt til Internationale og var endvidere inspireret af de engelske fagforeninger.
Næste skridt var udgivelsen af ugeavisen Socialisten, hvor Pio fik sin fætter Harald Brix til at påtage sig redaktørposten; senere sluttede Paul Geleff og Jaquette Liljencrantz (for hvis arv avisen langt hen ad vejen blev finansieret) sig også til.
Louis Pio var initiativtager til dannelsen af Den Internationale Arbejderforening for Danmark i oktober 1871, og han var selvskreven til at besætte posten som foreningens første formand, i første omgang anonymt. Men året efter trådte han efter sin udlandsrejse frem i offentligheden i den rolle. Louis Pio søgte med sine udenlandsrejser at skabe kontakt til andre landes socialister, ikke mindst for at berige Socialisten med artikler fra dem.
Torsdag 2. maj 1872 indkaldte Pio i Socialisten (Nr. 26) i sin velkendte artikel "Maalet er fuldt!" til det såkaldte "Folkemøde på Nørrefælled" søndag 5. maj. Gennem Københavns politidirektør Vilhelm Crone udstedte statsmagten forbud imod afholdelse af mødet, men Pio gennemtrumfede mødets afholdelse, og de tre ledere, Louis Pio, Harald Brix og Paul Geleff, blev natten mellem 4. og 5. maj anholdt af politiet. Statsmagtens indgriben resulterede i en større konfrontation mellem arbejdere, politi og militær – det der i dag kendes som slaget på Fælleden. Først ved en dom i kriminal- og politiretten 28. marts 1873 fik Pio seks, Geleff fem og Brix fire års forbedringshus for blandt andet forbrydelse mod statsforfatningen. Ved en højesteretsdom af 6. august 1873 blev straffen dog nedsat for Pio til fem, for Geleff og Brix til tre år. En følge af højesteretsdommen blev at justitsministeren udstedte forbud imod Den Internationale arbejderforening for Danmark.
Pio blev løsladt i 1875, men var mærket af fængselsopholdet og kunne ikke umiddelbart genoptage sin ledelsespost. Samtidig havde der udviklet sig indre splittelse i bevægelsen, og med depression i anden halvdel af 1870'erne fik bevægelsen trange tider, som Pio ikke formåede at håndtere. I 1877 nedlagde han sit formandshverv og udvandrede til USA og forsøgte at grundlægge en socialistisk koloni. Det skyldtes ikke mindst trusler fra politiet om at han ville blive fængslet igen hvis han ikke rejste, og "bestikkelse" fra politiet til at finansiere emigrationen (formodentlig af blandt andet den store virksomhed Burmeister og Wain). Pio døde som 52-årig af tyfus den 27. juni 1894 i Chicago. Ved socialdemokratiets 50 års jubilæum 1921 blev hans aske hentet til Danmark, og en mindesten blev rejst ved Vestre Kirkegård.

## Socialistiske tanker
Louis Pios socialistiske tanker tog til dels udgangspunkt i hans interesse for heltesagn og myter. Han udgav i 1869 Sagnet om Holger Danske, dets Udbredelse og Forhold til Mythologien og mente at proletariatet skulle have sine egne folkelige myter som var uafhængige af den borgerlige kultur. Dermed skulle arbejderne opbygge deres eget samfund og kultur og forkaste den borgerlige kultur som var med til at opretholde et klassesamfund hvor den ene gruppe udnytter den anden. Louis Pios tanker var inspireret af samtidige socialistiske tænkere som Karl Marx og Friedrich Engels.
- Indkaldelse til aktietegning til opførelsen af Arbejdernes Forenings- og Forsamlingsbygning
- Mindetavle på Lille Kirkestræde 1 (en).